# Helena Sinervo
Helena Sinervo, född 17 februari 1961 i Tammerfors, är en finländsk poet, författare och översättare. Hon vann Finlandiapriset år 2004.

## Priser och utmärkelser
- Den dansande björnen 2001 för Ihmisen kaltainen och 2011 för Väärän lajin laulut[5]
- Finlandiapriset 2004